# (10021) Henja
(10021) Henja es un asteroide perteneciente al cinturón de asteroides descubierto el 22 de agosto de 1979 por Claes-Ingvar Lagerkvist desde el Observatorio de La Silla, Chile.

## Designación y nombre
Henja recibió al principio la designación de 1979 QC1.
Más adelante, en 2003, se nombró en honor de Karin Henja.

## Características orbitales
Henja orbita a una distancia media de 2,347 ua del Sol, pudiendo acercarse hasta 1,94 ua y alejarse hasta 2,754 ua. Tiene una excentricidad de 0,1735 y una inclinación orbital de 11,69 grados. Emplea 1313 días en completar una órbita alrededor del Sol. El movimiento de Henja sobre el fondo estelar es de 0,2742 grados por día.

## Características físicas
La magnitud absoluta de Henja es 13,9.